# تشارلز روس (لاعب كريكت)
تشارلز روس (22 يوليو 1852 - 5 فبراير 1911) (بالإنجليزية: Charles Ross)‏ هو لاعب كريكت بريطاني.